# Effet d'Oddo-Harkins

Abondance relative des éléments chimiques dans l'univers.

L’effet d'Oddo-Harkins est le résultat observé de la plus grande abondance naturelle des éléments de numéros atomiques supérieurs à 4 lorsque ces numéros sont pairs que lorsqu'ils sont impairs. Cela a été observé pour la première fois par Giuseppe Oddo en 1914 et par William Draper Harkins en 1917.

Cet effet s'observe à l'échelle de la Voie lactée aussi bien que du système solaire et, dans une certaine mesure, de la croûte terrestre, où, par exemple, l'abondance relative des lanthanides, qui forment une famille de quinze éléments aux propriétés chimiques très homogènes, est sujette à cet effet :
| 57 La lanthane   | 39,0 mg/kg |
| 58 Ce cérium     | 66,5 mg/kg |
| 59 Pr praséodyme | 9,2 mg/kg  |
| 60 Nd néodyme    | 41,5 mg/kg |
| 61 Pm prométhium | Traces     |
| 62 Sm samarium   | 7,05 mg/kg |
| 63 Eu europium   | 2,0 mg/kg  |
| 64 Gd gadolinium | 6,2 mg/kg  |
| 65 Tb terbium    | 1,2 mg/kg  |
| 66 Dy dysprosium | 5,2 mg/kg  |
| 67 Ho holmium    | 1,3 mg/kg  |
| 68 Er erbium     | 3,5 mg/kg  |
| 69 Tm thulium    | 0,52 mg/kg |
| 70 Yb ytterbium  | 3,2 mg/kg  |
| 71 Lu lutécium   | 0,8 mg/kg  |
D'une manière générale, plus de 80 % des 274 nucléides stables ou quasi stables comptent un nombre pair de protons, et plus de 60 % ont à la fois un nombre pair de protons et un nombre pair de neutrons.
Il s'ensuit que tous les spectres d'abondance naturelle des éléments présentent une structure en dents de scie.
Ceci semble corrélé au fait que l'énergie de liaison nucléaire est plus élevée pour les nombres pairs de chaque type de nucléons (protons et neutrons dans les noyaux à nombre magique) que pour les nombres impairs, comme le montre le tableau de données suivant pour les trois premières périodes :
| Z  | N  | Élément      | Énergie de liaison par proton (MeV) | Énergie de liaison par neutron (MeV) |
| 1  | 1  | Hydrogène[a] | 2,225                               | 2,225                                |
| 2  | 2  | Hélium       | 19,814                              | 20,578                               |
| 3  | 3  | Lithium      | 4,588                               | 5,663                                |
| 4  | 4  | Béryllium    | 17,255                              | 18,900                               |
| 5  | 5  | Bore         | 6,586                               | 8,436                                |
| 6  | 6  | Carbone      | 15,957                              | 18,722                               |
| 7  | 7  | Azote        | 7,551                               | 10,553                               |
| 8  | 8  | Oxygène      | 12,127                              | 15,664                               |
| 9  | 9  | Fluor        | 5,607                               | 9,149                                |
| 10 | 10 | Néon         | 12,844                              | 16,865                               |
| 11 | 11 | Sodium       | 6,740                               | 11,070                               |
| 12 | 12 | Magnésium    | 11,693                              | 16,531                               |
| 13 | 13 | Aluminium    | 6,306                               | 11,365                               |
| 14 | 14 | Silicium     | 11,585                              | 17,180                               |
| 15 | 15 | Phosphore    | 5,595                               | 11,319                               |
| 16 | 16 | Soufre       | 8,864                               | 15,042                               |
| 17 | 17 | Chlore       | 5,143                               | 11,508                               |
| 18 | 18 | Argon        | 8,507                               | 15,255                               |